# Собрание народных представителей Туниса
Собрание народных представителей (араб. مجلس نواب الشعب‎) — однопалатный законодательный орган Тунисской Республики. Начал работу после выборов 2014 года. Ассамблея состоит из 217 членов, проживающих как в стране, так и за рубежом. Относительное большинство принадлежит Партии возрождения. 22 ноября 2011 года провела своё первое заседание Национальная конституционная ассамблея, избранная после Второй Жасминовой революции. 65 членов от оппозиции вышли из состава ассамблеи 28 июля 2013 года, однако потом вернулись и принимали участие в заседаниях, но отказывались голосовать и присутствовать на заседаниях комитетов. Члены Демократического форума труда и свобод, участвующие в правительстве, также вышли из состава ассамблеи.

## Созыв Конституционной ассамблеи
Ассамблея была учреждена для разработки новой конституции Туниса. Перед первой сессией, три ведущие партии страны согласились разделить между собой посты руководителей парламента. 22 ноября президентом был избран Мустафа Бен Джафар (Демократический форум). Вице-президентами были избраны Мехерзия Лабиди Майза (Партия возрождения) и Ларби Вен Салах Абид (Конгресс «За Республику»).
10 декабря 2011 года ассамблея приняла временную конституцию: 141 депутат проголосовал за, 37 — против, а 39 воздержались. В соответствии с VIII и IX статьями, президентом Туниса мог стать человек, возрастом 35 лет или более, имеющий тунисское происхождение и гражданство, исповедующий ислам.
12 декабря 2011 года ассамблея избрала Монсефа Марзуки в качестве временного президента Тунисской Республики. За него проголосовало 153 депутата, 3 против, и 44 воздержались. 14 декабря, на следующий день после вступления в должность, Марзуки назначил Хамади Джебали, генерального секретаря Партии возрождения, на пост премьер-министра. 20 декабря Джебали был представлен правительству, а 24 декабря официально вступил в должность.

## Работа над конституцией

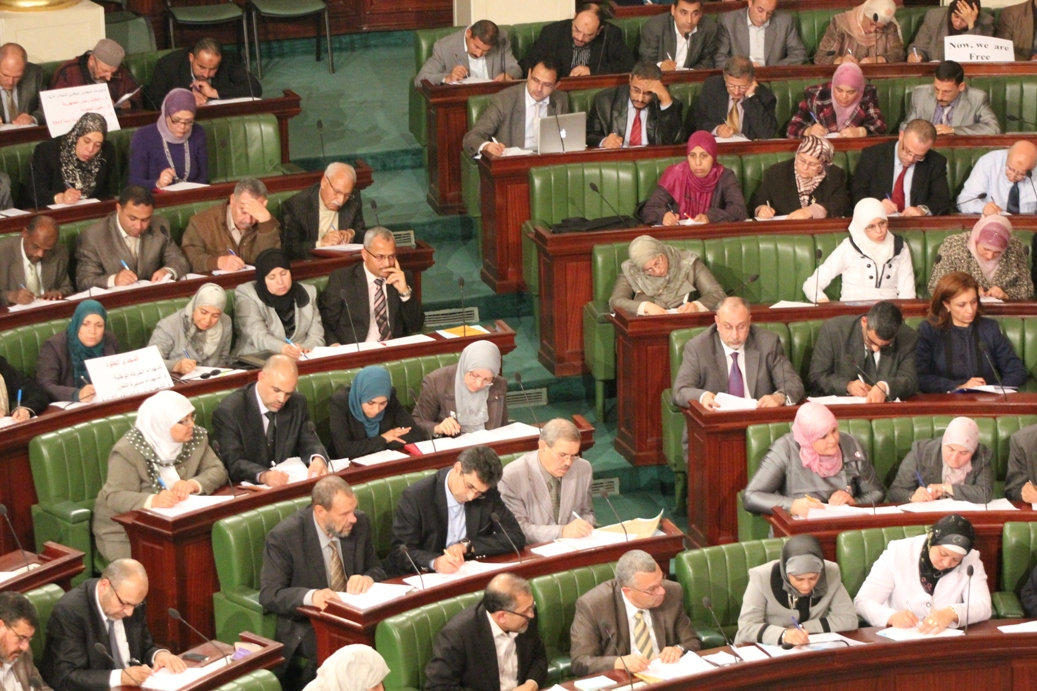
Партия возрождения на заседании ассамблеи

Сам процесс подготовки проекта новой конституции начался 13 февраля 2012 года. Ассамблея учредила шесть комитетов, отвечающих за одну из тем конституции. Первый комитет отвечал за преамбулу, общие принципы и поправки. Каждый комитет состоял из 22 членов, пропорционально представляющих политические партии. Наиболее важным вопросом была форма правления. В то время как исламистская Партия Возрождения выступала за парламентскую систему, светские партии выступали за полу-президентскую республику.
24 декабря партии договорились о том, что новая конституция страны должна быть принята до 14 января 2014 года. Крайний срок принятия основного закона выбрали с учётом того, что 14 января исполнится ровно три года с момента отстранения от власти президента Зин эль-Абидина Бен Али.
26 января 2014 года Национальная конституционная ассамблея Туниса большинством голосов приняла проект новой конституции страны. 200 из 217 депутатов проголосовали «за». Для принятия конституции необходимо было одобрение от не менее чем трех четвертей депутатов ассамблеи, в противном случае этот вопрос был бы вынесен на народный референдум. Окончательное согласие по вопросу содержания конституции было достигнуто 24 января. Новая конституция закрепила статус ислама как государственной религии, но также содержит пункты о равенстве мужчин и женщин, верховенстве права, светском характере государства, и гарантирует свободу вероисповедания.

## Выборы в Собрание народных представителей
- Парламентские выборы в Тунисе (2014)
- Парламентские выборы в Тунисе (2019)[англ.]
- Парламентские выборы в Тунисе (2022–23)[англ.]